# Sadki (obwód grodzieński)
Sadki – dawny zaścianek. Tereny, na których był położony, leżą obecnie na Białorusi, w obwodzie grodzieńskim, w rejonie smorgońskim, w sielsowiecie Krewo.

## Historia
W czasach zaborów zaścianek w powiecie oszmiańskim, w guberni wileńskiej Imperium Rosyjskiego
W latach 1921–1945 folwark leżał w Polsce, w województwie wileńskim, w powiecie oszmiańskim (od 1927 roku w powiecie mołodeckim), w gminie Krewo a następnie w gminie Bienica.
W 1931 w 2 domach zamieszkiwało 14 osób.
Wierni należeli do parafii rzymskokatolickiej i prawosławnej w Krewie. Miejscowość podlegała pod Sąd Grodzki w Mołodecznie i Okręgowy w Wilnie; właściwy urząd pocztowy mieścił się w Krewie.